# Chaetoleon variabilis
Chaetoleon variabilis is een insect uit de familie van de mierenleeuwen (Myrmeleontidae), die tot de orde netvleugeligen (Neuroptera) behoort. 
Chaetoleon variabilis is voor het eerst wetenschappelijk beschreven door Banks in 1942.